# Beursmannetje
Beursmannetje, officiële titel De krantlezende man, is een artistiek kunstwerk in Amsterdam-Oost.
Het beeld van Pieter d'Hont heeft een route in de stad afgelegd om in 2012 op die plaats te komen. D'Hondt ontwierp het in 1964/1965 voor het honderdjarige Het Financieele Dagblad. Het beeld werd op 3 maart 1966 onthuld op het Damrak, tegenover de Beurs van Berlage. Eigenaar Henk Sijthoff van het FD overhandigde het toen aan de stad Amsterdam. De bijnaam dankt het dan ook aan haar eerste plaats. Een lang leven leek het niet te hebben, want het beeld werd in mei 1966 al van zijn sokkel getrokken; het beeld was echter onbeschadigd. Een paar agenten en bouwvakkers hebben het toen weer op zijn plaats gezet. In die tijd kreeg hij ook wel kledingstukken om hem heen gehangen (1972) zodat van krant lezen geen sprake kon zijn. Het bleek een actie te zijn van de Hogere Technische School van de Confectie-industrie.
In 2006 was het beeld ineens verdwenen in een laadbak van bouwvakkers; zonder aankondiging vooraf was het beeldje verwijderd in verband met werkzaamheden voor de Noord/Zuidlijn. In 2012 werd het beeld herplaatst bij het kantoor van Het Financieele Dagblad, toen gevestigd aan de noordzijde van het Prins Bernhardplein.
Het voorontwerp (30 bij 10 bij 10 cm) zou later jarenlang uitgereikt worden als de Hanri Sijthoffprijs.

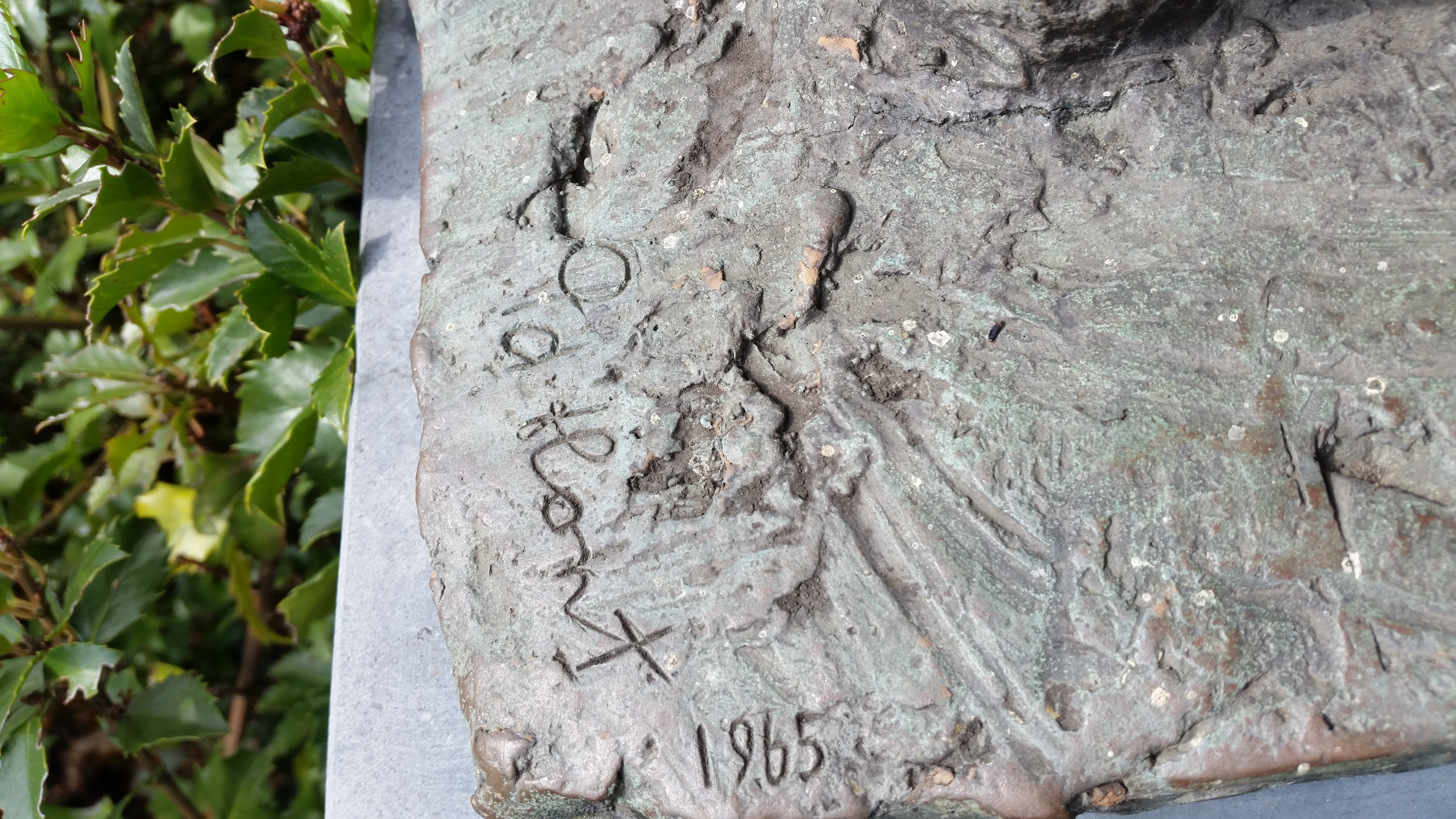
Signatuur en datering (augustus 2019)